# Полосатый мечеклювый древолаз
Полосатый мечеклювый древолаз (лат. Xiphorhynchus obsoletus) — вид воробьиных птиц из семейства печниковых. Выделяют четыре подвида.

## Распространение
Обитают на территории Боливии, Бразилии, Колумбии, Эквадора, Французской Гвианы, Гайаны, Перу, Суринама и Венесуэлы. Естественной средой обитания этих птиц являются субтропические или тропические влажные равнинные леса, болота и кустарниковая степь.

## Описание
Длина тела 18—20,5 см. Вес самца 27—37 г, самки — 24—36 г. Клюв тонкий, немного изогнутый, длиной, примерно равной ширине головы птицы.

## Биология
Птицы насекомоядны. В их желудках обнаружены муравьи, жуки, цикады и другие насекомые.
МСОП присвоил виду охранный статус LC.